# 比利亚图埃尔塔
比利亚图埃尔塔（西班牙語：Villatuerta）是西班牙纳瓦拉的一个市镇。总面积24平方公里，总人口847人（2001年），人口密度35人/平方公里。